# Unreal Tournament
Unreal Tournament (сокр. UT99 или UT) — компьютерная игра в жанре шутера от первого лица. Игра является продолжением серии Unreal, которую начала одноимённая игра от Epic Games, выпущенная в 1998 году. Unreal Tournament фокусировался на многопользовательских сражениях и стал удачной попыткой улучшить неидеальный мультиплеер Unreal. Игра позиционировалась как непосредственный конкурент Quake III Arena от id Software, которая вышла на 10 дней позже. Несмотря на громкое имя и сформировавшуюся армию поклонников, которой обладал Quake III Arena, Unreal Tournament смог на равных соперничать с ним во многом благодаря отличной графике, динамичному игровому процессу, большому количеству игровых режимов и хорошему интеллекту компьютерных противников.

## Игра

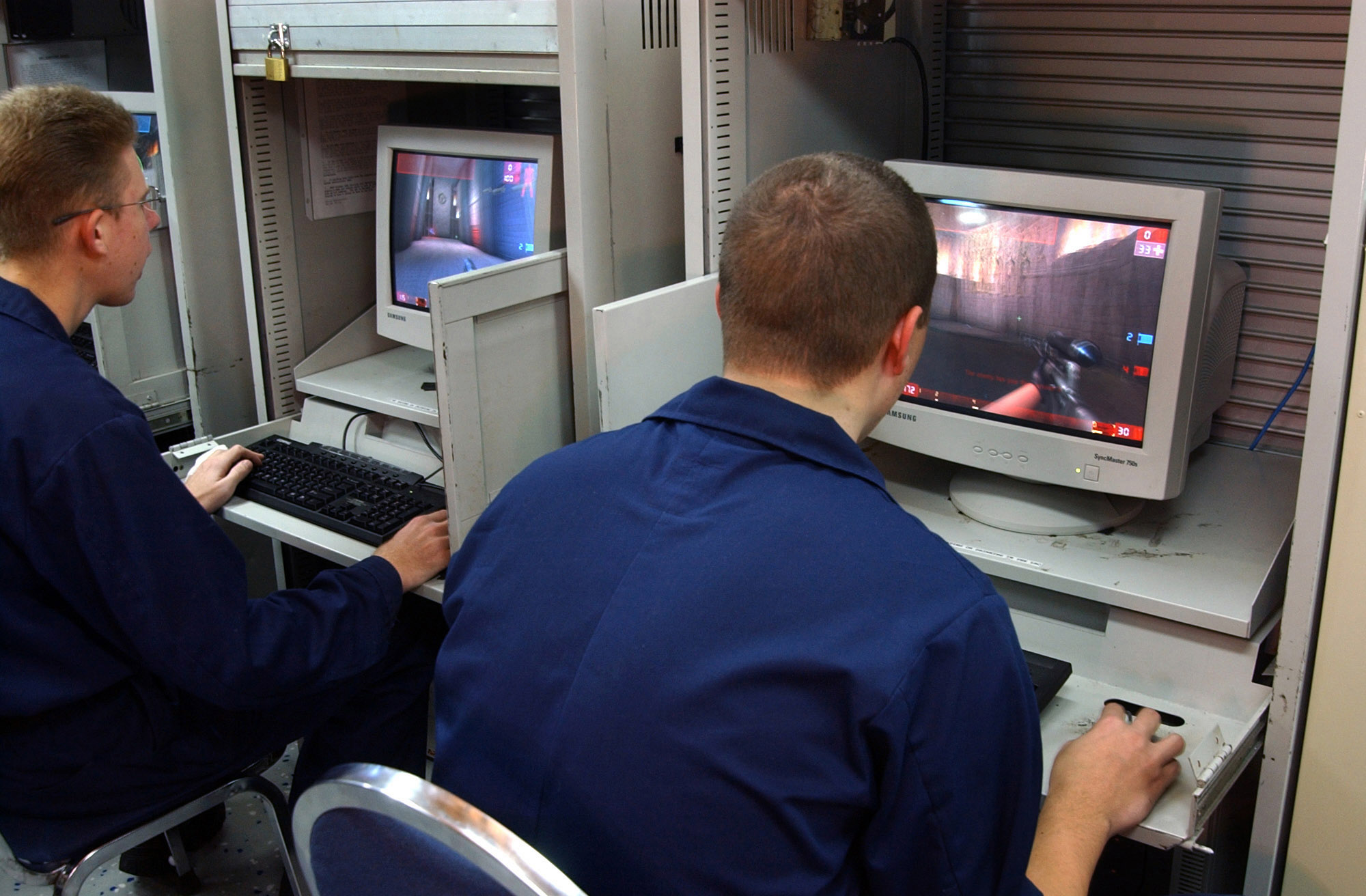
Моряки ВМС США на крейсере USS San Jacinto (CG-56) играют в Unreal Tournament

Unreal Tournament имела огромный успех среди играющих через интернет и была награждена различными наградами «Лучшая игра года». Компания Epic Games выпустила четыре Bonus Packs, состоящих из бонусных карт, мутаторов, моделей игроков для Unreal Tournament. Первые три из них, вместе с патчем до версии 436 были собраны под одной упаковкой в издании, названном Unreal Tournament Game of the Year Edition (называемом ещё UT GOTYE или UT GOTY для краткости).
Авторы хорошо поработали над «человечностью» игры: в исходной игре всего четыре модели игроков — две мужских и две женских (плюс пятая призовая), однако с большим выбором текстур. Каждая из моделей имеет четыре-пять разных вариантов одежды («скинов»), при этом к каждому скину прилагается пять вариантов цветового оформления и от двух до пяти разных лиц. Для сравнения: в Quake 3 очень большой набор моделей, однако каждая из них имеет всего 3—4 варианта оформления, и людей среди них мало — в основном человекообразные монстры и роботы. Боты активно «болтают» по встроенному чату: подтверждают команды, кричат, когда оказываются под обстрелом, радуются полученному фрагу, ругаются, попав под огонь товарищей.

### Консольные версии
UT также вышел на Dreamcast в 2000 и на PlayStation 2 в 2001. Обе версии поддерживали одновременную игру до 4 игроков на одном экране, разделённом на 4 части. Версия на Sega Dreamcast имела поддержку игры до 8 игроков в режиме «онлайн» с возможностью игры через интернет, тогда как PlayStation 2 такого не имела.

### Продолжение
Epic Games имела очень амбициозные планы для продолжения, следующего за успешным первым Unreal Tournament. Хотя работа над новым движком игры и режимом deathmatch была сделана достаточно быстро, предстояло ещё много работы над многими другими сложными в исполнении игровыми режимами вроде Assault и Onslaught, в которых появилась техника. Как результат, в 2002 году была выпущена упрощенная версия Unreal Tournament 2003, после чего разработчики занялись доработкой режимов Assault и Onslaught для UT2003 (работа над ними затянулась до 2004 года). Кроме этого, разработчики занялись исправлением недостатков, которые игроки нашли в UT2003.
Unreal Tournament 2003 в основном получил положительные отзывы, но не приобрел такой же популярности, как его предшественник. Одной из причин стала увеличившаяся конкуренция со стороны таких игр, как Halo: Combat Evolved, Operation Flashpoint, Tribes 2, Battlefield 1942, поднявших требования к боевикам за счёт добавления в них техники.
Переработанный UT2003, из-за множества дополнений и изменений в итоге превратившийся в Unreal Tournament 2004, имел полный коммерческий успех и большую популярность среди игроков, полностью оправдав ожидания своих создателей, особенно игровой режим Onslaught с техникой. Также не были обделены и игровые консоли — для Xbox были изданы Unreal Championship и Unreal Championship 2, эти игры были больше приспособлены к геймпадам. Последняя часть серии, Unreal Tournament III, появилась в продаже осенью 2007 года.

### Интеллектботов
UT особо известен своим искусственным интеллектом. В игре есть восемь уровней сложности от Novice до Godlike. Каждого из ботов можно настроить: задать имя, внешний вид, предпочтения в оружии и несколько параметров, влияющих на тактику. Более того, опция Auto-adjust skill позволяет изменять уровень сложности в зависимости от уровня игрока.
Автор искусственного интеллекта — Стив Полдж (Steve Polge) — известен как автор первого в мире deathmatch-бота (ReaperBot для Quake).

## Музыка
Авторы музыки к игре — Александр Брендон, Михил ван ден Бос, Дэн Гардопи, Питер Хайба и Эндрю Сега, те же люди, которые писали музыку к Unreal и Deus Ex. В отличие от большинства игр, в Unreal Tournament музыка является трекерной.

## Режимы игры

### Однопользовательский
Хотя UT был в основном предназначен для многопользовательской игры, для подготовки новичков в него был введён и одиночный режим. Игрок должен пройти один за другим все матчи (в Game of The Year Edition их 45, в исходной версии 41), и, наконец, встретиться с чемпионом турнира Ксеном Кригором (Xan Kriegor). Матчи делятся на пять чемпионатов: Deathmatch, Domination, Capture the Flag, Assault и Challenge. Первые четыре повторяют соответствующие режимы игры. Пятый — это не что иное, как скоростной deathmatch с привязанным оружием. Как только игрок проходит несколько первых уровней чемпионата, открывается следующий. Challenge открывается, когда остальные четыре чемпионата полностью пройдены. За каждый выигранный чемпионат игрок получает кубок.

### Deathmatch
Основной режим игры, где за убийство игрок получает фраг, за самоубийство фраг вычитается.

### Team Deathmatch
Командный deathmatch, где игроки делятся на команды от 2х(красные и синие) до 4х(зеленые, золотые). За убийство игрока из противоборствующей команды засчитывается фраг, за самоубийство и убийство союзного игрока фраг снимается. Так же существует возможность отключения огня по своим. Выигрывает та команда которая наберёт определённое количество фрагов или же наберет их больше всех за отведённое время (всё зависит от выбранных условий победы).

### Last Man Standing
Игрок изначально имеет заданное количество «жизней». Когда игрока убивают, «жизнь» теряется. Потерявший все жизни выбывает из игры. Впрочем, Last Man Standing поощряет «кемперство» (сидение в засаде), и в последующих играх этот режим был перебалансирован.
Уровни для deathmatch’а имеют имена, начинающиеся на DM.

### Domination (Доминирование, Контроль точек, Господство)
Правила игры в контроль точек в UT таковы. На уровне находится несколько условленных маркеров (обычно три). Изначально они серые. Как только игрок касается маркера, тот перекрашивается в цвет его команды. Если маркер 5 секунд не менял хозяина, команде начисляется очко, если ещё 5 секунд — второе очко, и т. д. Выигрывает та команда, которая первая наберёт определённое количество очков.
Уровни режима игры для контроля точек имеют имена, начинающиеся на DOM.

### Захват флага (Capture the Flag)
Игра в захват флага в Unreal Tournament отличается от захвата флага в других играх:
- наличием у игрока транслокатора, позволяющего перемещаться без флага в несколько раз быстрее, чем просто бегом, и использовать нестандартные и непроходимые без транслокатора маршруты передвижения,
- наличием у игрока импакт-хаммера, позволяющего передвигаться нестандартно даже с флагом. Аналогом импакт-хаммера является рокет-джамп в Quake-серии, но важным моментом является то, что импакт-хаммер у игрока всегда с собой,
- наличием на некоторых картах прыжковых ботинок, позволяющих передвигаться не так, как предполагают противники (3 прыжка на бо́льшие высоты), и очень полезных при возврате на свою базу с вражеским флагом.

Большой разнообразный арсенал оружия, сбалансированные карты с множеством путей к отступлению, транслокатор, импакт-хаммер и энтропогенные ботинки вместе создают одну из самых захватывающих и богатых тактическими приёмами реализаций режима игры Захват флага.
Уровни для захвата флага имеют имена, начинающиеся на CTF.
Именно с Unreal Tournament в играх серии появилась карта Facing Worlds.

### Штурм (Assault)
В этом режиме роли команд несимметричны. Одна команда является захватчиком, вторая защитником. В течение отведённого времени захватчики должны выполнить серию заданий, в то время как защитники должны удержать объект и не дать им этого сделать. Например, на карте AS-Frigate захватчики должны сначала сломать компрессор на корме корабля, затем нажать на выключатель в рубке. Как только захват удаётся, команды меняются местами. Выигрывает та команда, которой это удалось сделать быстрее.
На многих картах защитникам помогают автоматические турели, стреляющие в атакующую команду. Однако, их можно временно отключить, нанеся урон (обычно, у них 220 здоровья)
Хотя уровней для «Штурма» в UT мало, было разработано много пользовательских уровней. Особо популярна модификация Assault Bonus Pack 418, позволяющая настроить особые условия игры. Например, отключить турели, запретить многие трюки, настроить интервал респауна для атакующих и защитников или закрепить за командами «фиксированные» роли (опция Assault Defence set) — красные всегда защищают, а синие всегда штурмуют (Смены ролей никогда не будет).
Уровни для режима игры «Штурм» имеют названия, начинающиеся на AS.

## Системные требования
Минимальные требования к компьютеру для запуска игры:
- Операционная система: Windows 95 / Windows 98
- Процессор: Intel Pentium 2 @ 266 MHz / AMD Athlon @ 300 MHz
- Оперативная память: 32 Mb
- Видеокарта: с поддержкой OpenGL и 8 Mb видеопамяти
- Звуковая карта: Совместимая с DirectX
- Версия DirectX: 6.0
- Клавиатура, Мышь.

Видеокарты с рендерингом Direct3D или 3dfx Glide тоже являются подходящими, однако к последним патчам игры OpenGL уже считался наиболее предпочтительным.

## Оценки
| Сводный рейтинг       | Сводный рейтинг    | Сводный рейтинг    | Сводный рейтинг    |
| Издание               | Оценка             | Оценка             | Оценка             |
| Издание               | Dreamcast          | PC                 | PS2                |
| --------------------- | ------------------ | ------------------ | ------------------ |
| GameRankings          | 87,80 %            | 93,57 %            | 76,60 %            |
| Metacritic            | 90/100             | 92/100             | 77/100             |
| Иноязычные издания    |                    |                    |                    |
| Издание               | Оценка             | Оценка             | Оценка             |
| Издание               | Dreamcast          | PC                 | PS2                |
| CGM                   |                    | [ 14 ]             |                    |
| CVG                   |                    | · 9/10             | [ 17 ]             |
| Edge                  | 6/10               | 7/10               |                    |
| EGM                   | 7,5/10             |                    | 7,0/10             |
| Eurogamer             |                    | 10/10              |                    |
| Game Informer         |                    | 9/10               |                    |
| GamePro               |                    | 4,5/5              | 4,5/5              |
| GameRevolution        | B+                 | A-                 | B                  |
| GameSpot              | 9,4/10             | 9,5/10             | 8,2/10             |
| GameSpy               | 8/10               | 94/100             | 77/100             |
| GameZone              |                    | 8,7/10             |                    |
| IGN                   | 9,4/10             | 9,6/10             | 8,4/10             |
| Jeuxvideo.com         |                    | 18/20              | 16/20              |
| PC Gamer (UK)         |                    | 92 %               |                    |
| PC Gamer (US)         |                    | 90 %               |                    |
| PC Zone               |                    | 90 %               |                    |
| Русскоязычные издания |                    |                    |                    |
| Издание               | Оценка             | Оценка             | Оценка             |
| Издание               | Dreamcast          | PC                 | PS2                |
| Absolute Games        |                    | 85 %               |                    |
| Game.EXE              |                    | 5,0/5              |                    |
| «Игромания»           |                    | 10/10              |                    |
| «Страна игр»          |                    | 9,5/10             |                    |
| Награды               |                    |                    |                    |
| Издание               | Награда            | Награда            | Награда            |
| Eurogamer             | «Game of the year» | «Game of the year» | «Game of the year» |
| Game.EXE              | «Наш выбор»        | «Наш выбор»        | «Наш выбор»        |
| PC Zone               | «PC Zone Classic»  | «PC Zone Classic»  | «PC Zone Classic»  |

Согласно Metacritic, Unreal Tournament получила «всеобщее признание» на персональных компьютерах и Dreamcast и «в основном положительные отзывы» на PlayStation 2.